# ليزا (مغنية يابانية)
إليزابيث ساكورا ناريتا معروفة باسمها المسرحي ليزا (باليابانية: LISA) هي كاتبة أغاني ومغنية يابانية، ولدت في 26 أكتوبر 1974 في طوكيو في اليابان.
ظهرت لأول مرة كعضو في المجموعة اليابانية المعاصرة M-Flo مع Verbal و Taku Takahashi. في عام 2002، غادرت الفرقة لمتابعة مشروعها المنفرد وأصدرت سبعة ألبومات كعزف منفرد. في ديسمبر 2017، عادت للانضمام إلى M-Flo.

## بداياتها
ولدت ليزا في طوكيو عام 1974، لأم كولومبية وأب ياباني. عندما كانت طفلة كانت غالبًا ما تتعرض للتنمر بسبب أصولها المختلطة، حيث كان أطفال العرق المختلط لا يزالون غير شائعين في السبعينيات والثمانينيات في اليابان. حضرت مدرستين دوليتين في طوكيو: مدرسة سيسن الدولية والمدرسة الأمريكية في اليابان. وجدت ليزا عزاءًا في الموسيقى في جوقة مدرستها، مما زاد من اهتمامها بالموسيقى وكان غالبًا السبب الوحيد الذي جعلها تأتي إلى المدرسة.
في سن الثامنة عشر، ظهرت ليزا لأول مرة كمغنية بأغنية Out of Cry في عام 1993 الصادرة من خلال Tokuma Japan Communications. في عام 1994 تعاونت ليزا مع عازف الكيبورد السابق والمنتج هيرويوكي أساموتو في مشروع رام جام وورلد تحت لقب تشيكا كولومبيانا، وأصدروا ألبومًا عن الموسيقى اللاتينية وموسيقى الريغي باللغة الإنجليزية والإسبانية واليابانية.
في وقت لاحق من عام 1994، غيرت Lisa علامتها الموسيقية إلى Kitty Enterprises وأصدرت أغنية "Sea of the Stars" المنفردة، والتي كانت تستخدم كأغنية افتتاحية ثالثة للأنيمي حرب الكواكب. استمرت ليزا في العمل مع رام جام وورلد وغيرت شركات الإدارة والعلامات الموسيقية 10 مرات، ووجدت أن الشركات كانت أكثر اهتمامًا بتوفير أغنياتها التي كتبها مؤلفو أغاني مخضرمون أكثر من إظهار أي اهتمام بالموسيقى التي كتبتها مما أشعرها بالإحباط.
في عام 1998 ، بدأت ليزا بالتعاون مع تاكو تاكاهاشي وفيربال، وهما زميلان سابقان في من المدرسة الثانوية. أقام تاكاهاشي وفيربال حفلات الرقص التي اعتادت ليزا حضورها وتحسينها أثناء عروض تاكاهاشي وفيربال. في عام 1998، بدأ تاكاهاشي العمل بشكل احترافي كمنتج وريميكس وكان أول مشروع لتاكاهاشي هو إطلاق غلاف لألبوم باربرا سترايسند «الطريقة التي كنا بها»، ويضم واحدة من الأغاني الأولى للمجموعة كانت "Been So Long"، والتي شملت ليزا كمطربة مميزة، وقد أشاد بها ماساجي أساكاوا من مجموعة DJ GTS ، والتي أدت إلى تشكيل M-Flo كمجموعة من ثلاثة أشخاص. تم إصدار أغنية «الطريقة التي كنا بها» كأغنية مستقلة وبيعت على الفور تقريبًا. بسبب الإقبال الشديد على الأغنية الفردية، سألوا ليزا عما إذا كانت ترغب في الانضمام إلى المشروع كعضو متفرغ، وفي عام 1999 أصدرت المجموعة أول أغنية لها بعنوان "The Tripod EP". كانت الأغنية ناجحة حيث وصلت إلى المركز التاسع على جدول أغاني Oricon.

## الأداء المنفرد
في كانون الثاني 2002 ، أصدرت ليزا أغنيتها المنفردة الأولى "Move On"، والتي وصلت إلى المرتبة السابعة على جدول أغاني Oricon. في شهر نيسان من نفس العام، أعلنت أنها ستغادر M-Flo للتركيز على نفسها كفنانة وكمغنية وكاتبة أغاني، وقررت القيام بذلك في ذروة شعبية M-Flo. في أواخر شهر أيار، أصدرت ليزا أول أغنية لها بعيدًا عن الفرقة بعنوان، "Babylon no Kiseki"، بالتعاون مع فرقة أوركسترا طوكيو. في نيسان 2003، أصدرت ليزا ألبومها الأول Juicy Music ، الذي وصل إلى المرتبة الخامسة على جدول أغاني بين عامي 2003 و 2004 ، كتبت ليزا ثلاث أغنيات لألبومات Grow in One (2003) و Feel My Mind (2004). [19].
بين عامي 2008 و 2009، أصدرت ليزا سلسلة الديسكو الفاخرة وبلغت ذروتها في ألبومها الأصلي الرابع ديسكو فولانتي. خلال هذه الفترة، تعاونت ليزا مع أعضاء M-Flo، عملت Lisa وتاكاهاشي معًا في كتابة موسيقى "Sweet Rishi Boy" (2009) لموسيقي الروك آنا تسوتشيا، في عام 2012، أصدرت ليزا ألبومها الاستوديو Family ، والذي تميز بالتعاون مع Jamosa و Kotaro Oshio. 

## العودة إلى M-Flo
في عام 2016 ، عادت ليزا إلى الموسيقى، بالتعاون مع تاكاهاشي في عدة مشاريع، فقدما Avex Nico مجلد Kid's Songs Vol. 1، الألبوم الذي أنتجته تاكاهاشي لأغاني الأطفال باللغة الإنجليزية، واثنين من الأغاني شاركوا في كتابتها لصحيفة boyband NEWS ، وظهور على الصوت الدرامي Hito wa Mitame ga 100 Percent. في عامي 2016 و 2017 ، بدأت ليزا أداء حفلات موسيقية إلى جانب تاكاهاشي ووفيربال. نظرًا لاستمتاعهم جميعًا بالتجربة، قرروا لم شملهم كفريق واحد من ثلاثة أعضاء، وفي آذار 2018 أصدروا "The Tripod EP 2".

## وصلات خارجية
- الموقع الرسمي
- ليزا على موقع ميوزك برينز (الإنجليزية)
- ليزا على موقع ديسكوغز (الإنجليزية)
- ليزا على موقع قاعدة بيانات الفيلم (الإنجليزية)
- ليزا على موقع ANN person (الإنجليزية)